# Vipera nikolskii
Vipera nikolskii là một loài rắn trong họ Rắn lục. Loài này được Vedmederya Grubant & Rudajewa mô tả khoa học đầu tiên năm 1986.

## Hình ảnh

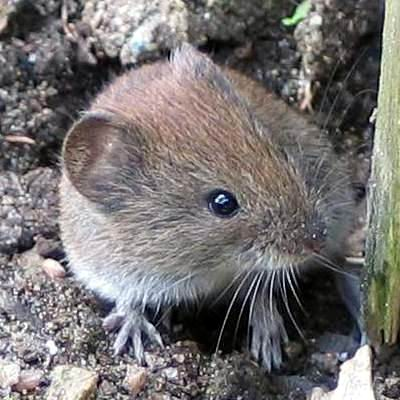
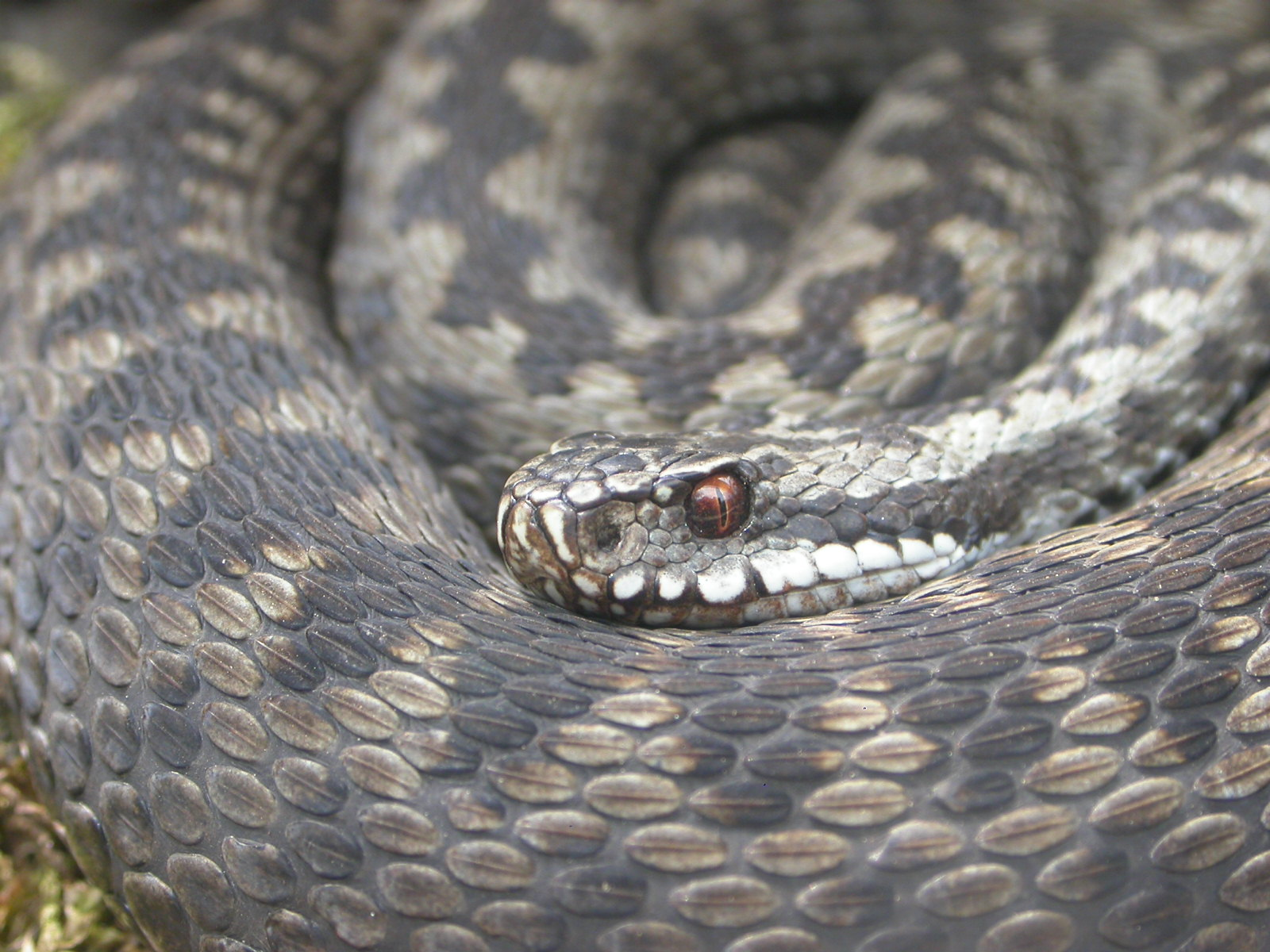
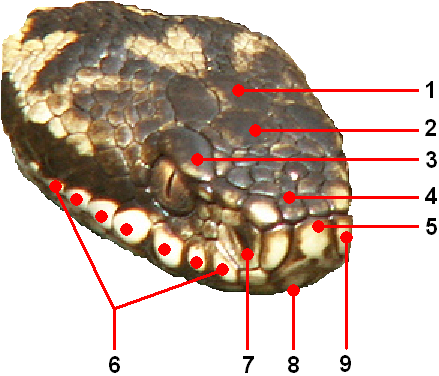
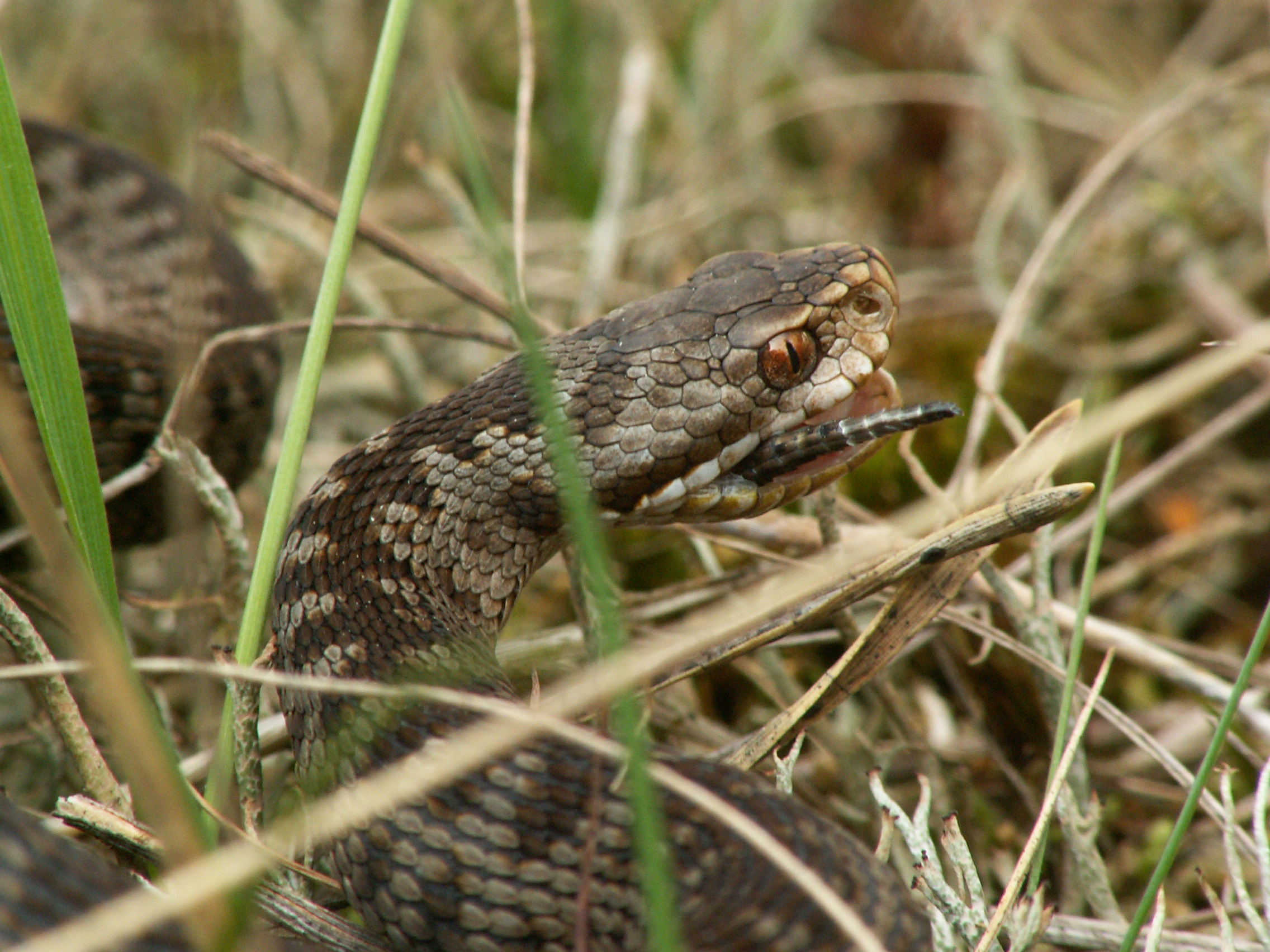
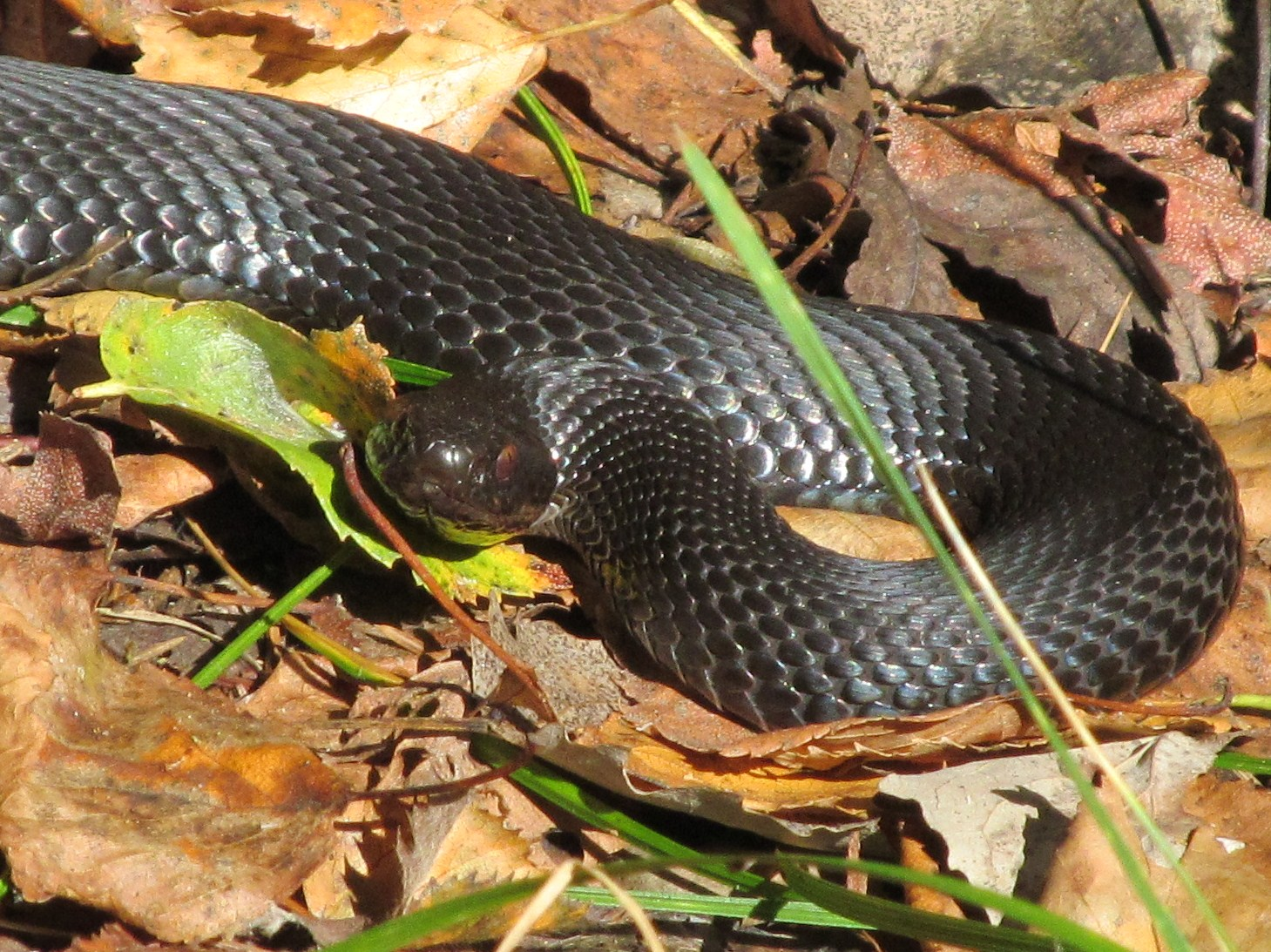